# Kustánszeg
Kustánszeg là một thị trấn thuộc hạt Zala, Hungary. Thị trấn này có diện tích 11,42 km², dân số năm 2010 là 525 người, mật độ 46 người/km².